# 东川路 (上海)
31°00′40″N 121°24′35″E / 31.0110834°N 121.4096821°E
东川路，是上海市闵行区南部的一条道路，东起黄浦江畔，西至汇江路，以云南东川为名。1984年起修建，此后向两侧不断延伸，至2017年仍有新建工程。沿途有上海闵行经济技术开发区、上海交通大学闵行校区、华东师范大学闵行校区、紫竹国家高新技术产业开发区。

## 主要交会道路（东向西）
- 龙吴路
- 江川东路/虹梅南路
- 莲花南路
- 沪闵路
- 金平路
- 瑞丽路
- 华宁路
- 文井路
- 昆阳路
- 天星路
- 汇江路接民仙路

## 轨道交通
上海轨道交通5号线支线途径东川路,未来将并入23号线.
- 江川东路口：23江川东路站
- 沪金高速附近：23沪金高速站
- 莲花南路口：1523紫竹高新区站
- 沪闵路口：523东川路站
- 金平路口：5金平路站
- 华宁路口：5华宁路站
- 文井路口：5文井路站
- 天星路口：5闵行开发区站